# Saoedi-Arabië op de Olympische Zomerspelen 2008
Saoedi-Arabië nam deel aan de Olympische Zomerspelen 2008 in Peking, China. Het debuteerde op de Zomerspelen in 1972 en deed in 2008 voor de 9e keer mee. Voor de tweede achtereenvolgende keer werd geen medaille gewonnen.

## Deelnemers en resultaten

### Atletiek
| Olympiër                     | Discipline             | Resultaat | Prestatie                                                  |
| ---------------------------- | ---------------------- | --------- | ---------------------------------------------------------- |
| Mohamed Al-Salhi             | 800m (m)               | 19e       | serie 2: 2de in 1.47,02 halve finale 1: 6de in 1.47,14     |
| Mohammed Shaween             | 1500m (m)              | 44e       | serie 2: 10de in 3.45,82                                   |
| Moukheld Al-Outaibi          | 5000m (m)              | 20e       | serie 3: 6de in 13.47,00                                   |
| Ali Ahmed Al-Amri            | 3000m steeplechase (m) | 38e       | serie 2: 13de in 9.09,73                                   |
| Hussain Taher Al-Sabee       | verspringen (m)        | 10e       | kwalificatie groep A: 5de met 8,04m finale: 10de met 7,80m |
| Mohammed Khuwalidi           | verspringen (m)        | 14e       | kwalificatie groep B: 6de met 7,93m                        |
| Sultan Abdulmajeed Al-Habshi | kogelstoten (m)        | 27e       | kwalificatie groep B: 14de met 19,51m                      |
| Sultan Mubarak Al-Dawoodi    | discuswerpen (m)       | 34e       | kwalificatie groep A: 18de met 56,29m                      |

### Paardensport
| Olympiër                                                                       | Discipline     | Resultaat                                                                                    | Prestatie |
| Springconcours                                                                 | Springconcours | Springconcours                                                                               | Springconcours |
| ------------------------------------------------------------------------------ | -------------- | -------------------------------------------------------------------------------------------- | --- |
| Ramzy Al-Duhami                                                                | individueel    | 23e                                                                                          | kwalificatie: 15de 1ste ronde: 24ste met 2 strafpunten 2de ronde: 19de met 5 strafpunten 3de ronde: 26ste met 9 strafpunten totaal: 16 strafpunten finale: 23ste 1ste ronde: 23ste met 8 strafpunten |
| Prince Abdullah Al-Saud                                                        | 60e            | kwalificatie: 60ste 1ste ronde: 51ste met 10 strafpunten 2de ronde: 59ste met 30 strafpunten | |
| Prince Faisal Al-Shalan                                                        | 58e            | kwalificatie: 58ste 1ste ronde: 55ste met 11 strafpunten 2de ronde: 51ste met 18 strafpunten | |
| Kamal Bahamdan                                                                 | 54e            | kwalificatie: 54ste 1ste ronde: 55ste met 11 strafpunten 2de ronde: 42ste met 15 strafpunten | |
| Ramzy Al-Duhami Prince Abdullah Al-Saud Prince Faisal Al-Shalan Kamal Bahamdan | team           | 13e                                                                                          | 1ste ronde: 13de met 38 strafpunten |

### Schietsport
| Olympiër         | Discipline | Resultaat | Prestatie                                           |
| ---------------- | ---------- | --------- | --------------------------------------------------- |
| Sayed Al-Mutairi | skeet (m)  | 39e       | kwalificatie: 39ste met 104 punten (21-20-22-22-19) |

### Zwemmen
| Olympiër        | Discipline           | Resultaat | Prestatie             |
| --------------- | -------------------- | --------- | --------------------- |
| Bader Al-Muhana | 100m vlinderslag (m) | 61e       | serie 2: 6de in 55,59 |

Afghanistan · Albanië · Algerije · Amerikaanse Maagdeneilanden · Amerikaans-Samoa · Andorra · Angola · Antigua en Barbuda · Argentinië · Armenië · Aruba · Australië · Azerbeidzjan · Bahama's · Bahrein · Bangladesh · Barbados · België · Belize · Benin · Bermuda · Bhutan · Bolivia · Bosnië en Herzegovina · Botswana · Brazilië · Britse Maagdeneilanden · Bulgarije · Burkina Faso · Burundi · Cambodja · Canada · Centraal-Afrikaanse Republiek · Chili · China · Chinees Taipei · Colombia · Comoren · Congo-Brazzaville · Congo-Kinshasa · Cookeilanden · Costa Rica · Cuba · Cyprus · Denemarken · Djibouti · Dominica · Dominicaanse Republiek · Duitsland · Ecuador · Egypte · El Salvador · Equatoriaal-Guinea · Eritrea · Estland · Ethiopië · Fiji · Filipijnen · Finland · Frankrijk · Gabon · Gambia · Georgië · Ghana · Grenada · Griekenland · Groot-Brittannië · Guam · Guatemala · Guinee · Guinee‑Bissau · Guyana · Haïti · Honduras · Hongarije · Hongkong · Ierland · IJsland · India · Indonesië · Irak · Iran · Israël · Italië · Ivoorkust · Jamaica · Japan · Jemen · Jordanië · Kaaimaneilanden · Kaapverdië · Kameroen · Kazachstan · Kenia · Kirgizië · Kiribati · Koeweit · Kroatië · Laos · Lesotho · Letland · Libanon · Liberia · Libië · Liechtenstein · Litouwen · Luxemburg · Macedonië · Madagaskar · Malawi · Malediven · Maleisië · Mali · Malta · Marshalleilanden · Marokko · Mauritanië · Mauritius · Mexico · Micronesië · Moldavië · Monaco · Mongolië · Montenegro · Mozambique · Myanmar · Namibië · Nauru · Nederland · Nederlandse Antillen · Nepal · Nicaragua · Nieuw-Zeeland · Niger · Nigeria · Noord-Korea · Noorwegen · Oeganda · Oekraïne · Oezbekistan · Oman · Oostenrijk · Oost‑Timor · Pakistan · Palau · Palestina · Panama · Papoea-Nieuw-Guinea · Paraguay · Peru · Polen · Portugal · Puerto Rico · Qatar · Roemenië · Rusland · Rwanda · Saint Kitts en Nevis · Saint Lucia · Saint Vincent en Grenadines · Salomonseilanden · Samoa · San Marino · Sao Tomé en Principe · Saoedi-Arabië · Senegal · Servië · Seychellen · Sierra Leone · Singapore · Slovenië · Slowakije · Soedan · Somalië · Spanje · Sri Lanka · Suriname · Swaziland · Syrië · Tadzjikistan · Tanzania · Thailand · Togo · Tonga · Trinidad en Tobago · Tsjaad · Tsjechië · Tunesië · Turkije · Turkmenistan · Tuvalu · Uruguay · Vanuatu · Venezuela · Verenigde Arabische Emiraten · Verenigde Staten · Vietnam · Wit-Rusland · Zambia · Zimbabwe · Zuid-Afrika · Zuid-Korea · Zweden · Zwitserland
Uitgesloten van deelname: Brunei